# Толшовка (приток Лютинки)
Толшовка — река в России, протекает в Шимском районе Новгородской области. Устье реки находится в 2 км по правому берегу реки Лютинка у деревни Людятино Уторгошского сельского поселения. Длина реки составляет 12 км.

## Данные водного реестра
По данным государственного водного реестра России относится к Балтийскому бассейновому округу, водохозяйственный участок реки — Шелонь, речной подбассейн реки — Волхов. Относится к речному бассейну реки Нева (включая бассейны рек Онежского и Ладожского озера).
Код объекта в государственном водном реестре — 01040200412102000024977.